# Hans Conrad Escher von der Linth
Pour les articles homonymes, voir Escher.
Hans Conrad Escher von der Linth est un homme politique, commerçant et scientifique suisse né le 24 août 1767 à Zurich et mort le 9 mars 1823 dans la même ville. Il est surtout connu pour son travail en tant que directeur administratif et technique de la correction du cours de la Linth, une rivière suisse.

## Biographie
Hans Conrad Escher est issu d’une vieille famille zurichoise, dont on retrouve des traces déjà au XIe siècle. Son père est fabricant de textile et membre du gouvernement cantonal. Il suit un apprentissage de commerce dans l'entreprise de son père avant de réaliser des voyages d’étude et de longs séjours en France, en Angleterre, en Allemagne et en Italie ainsi qu'en qu'à Genève en Suisse, notamment dans les Alpes. Lors de ces excursions, il s’intéresse particulièrement à la géologie. Il répertorie ses observations dans des carnets et sur des centaines des croquis et d’aquarelles.
Politiquement et idéologiquement, il est sensible aux idées des Lumières (philosophie) et de la Révolution française. Il pense que leur application peut régler certains problèmes du système politique d’Ancien régime suisse. Il est d’ailleurs membre de la Société helvétique. Élu contre son gré au Grand Conseil helvétique en 1798, il en prend la tête en 1799. Il occupe divers postes donc celui de ministre de la guerre, avant de se retirer de la vie politique entre 1803 et 1814 pour se consacrer à l’enseignement des sciences politiques, de l'histoire naturelle et de l'économie politique à l'Institut politique de Zurich qu’il a cofondé.

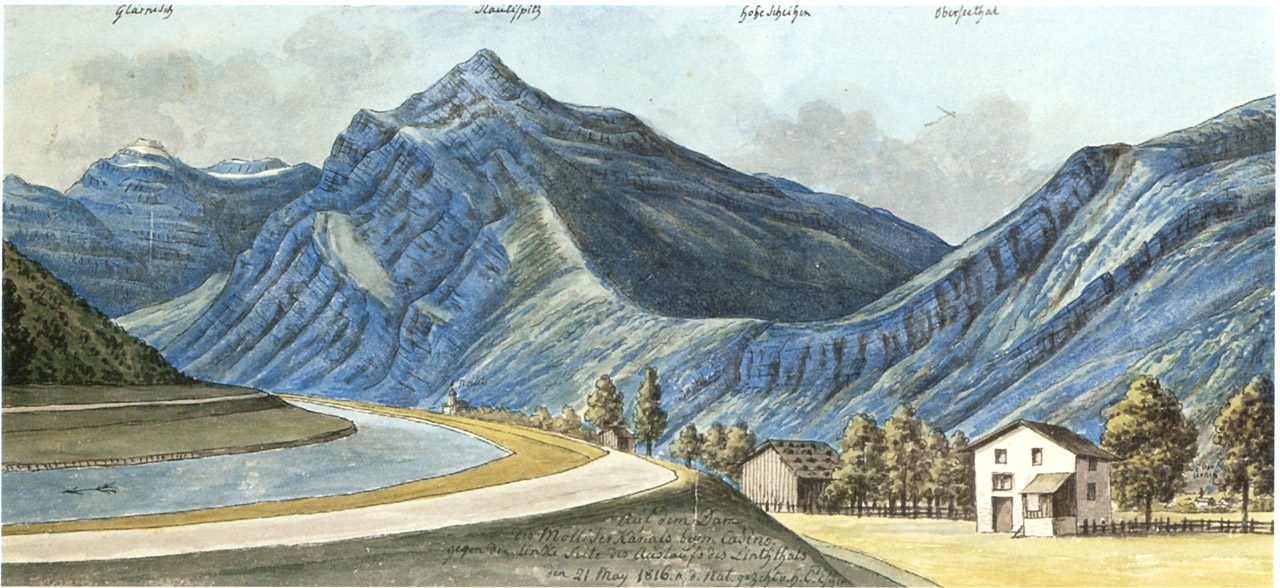
Aquarelle du canal de Mollis d'Hans Conrad Escher von der Linth

En tant que président de la commission de la Linth de 1807 à 1822, il dirige financièrement et techniquement les travaux de la correction de la Linth qui ne seront terminés qu'après sa mort. À titre de reconnaissance, la Diète fédérale lui confère à titre posthume l'épithète "de la Linth".

### Sources
- Veronika Feller-Vest, « Hans Conrad Escher (de la Linth) » dans le Dictionnaire historique de la Suisse en ligne.
- (en) « Hans Conrad Escher von der Linth », sur linth-escher.ch (consulté le 13 août 2008)

- (de) Cet article est partiellement ou en totalité issu de l’article de Wikipédia en allemand intitulé « Hans Conrad Escher von der Linth » (voir la liste des auteurs).